# Nattviol
Nattviol, Platanthera bifolia (L.) Rich. är en ört i familjen orkidéer. 

## Beskrivning
Nattviol blommar i juni–juli. Blomman har en behaglig och ganska stark doft, en bensenoid. Den doftar särskilt starkt nattetid.
Blomkronan är vit och har en smal vit läpp och en ovanligt lång sporre. 
Den uppträder ofta i grupper och förekommer där till och med ymnigt.
Pollineringen utförs av nattaktiva fjärilar, som lockas av doften. Den vita färgen gör att blomman lättare syns i nattens svaga ljus. Sporrens långa smala form är utformad så att den passar dessa fjärilars långa sugrör.
Kromosomtal 2n = 42.
Nattviol är fridlyst i hela Sverige.

## Synonymer
- Conopsidium platantherum Wallr., 1840
- Conopsidium stenantherum Wallr.,  1840
- Gymnadenia bifolia (L.) G.Mey., 1836
- Gymnadenia bifolia var. tenuiflora G.Mey., 1836
- Habenaria bifolia (L.) R.Br., 1813
- Habenaria fornicata Bab., 1836
- Lysias bifolia (L.) Salisb., 1812
- Orchis alba Lam., 1795
- Orchis bifolia L., 1753 Basionym
- Orchis bifolia var. brachyglossa Wallr., 1822
- Orchis bifolia var. latissima Tinant, 1836
- Orchis bifolia var. major Besser, 1809
- Orchis bifolia var. trifolia Gaudin, 1829
- Orchis bifolia var. trifoliata Tinant, 1836
- Orchis bifolia var. virens Tinant, 1836
- Orchis ochroleuca Ten., 1826
- Orchis paucifolia Gaterau, 1789
- Orchis platanthera (Wallr.) E.H.L.Krause, 1905
- Orchis stenanthera (Wallr.) E.H.L.Krause, 1905
- Platanthera bifolia f. angustifolia Potonié, 1906
- Platanthera bifolia f. apetiolata Verm., 1949
- Platanthera bifolia f. brachyglossa (Wallr.) Soó, 1928
- Platanthera bifolia var. brachyphylla Verm., 1949
- Platanthera bifolia f. bracteata Cortesi, 1904
- Platanthera bifolia f. brevicalcarata Verm., 1949
- Platanthera bifolia var. carducciana (Goiran) Hallier & Wohlf., 1905
- Platanthera bifolia var. conferta Peterm., 1846
- Platanthera bifolia f. densiflora (Drejer) Soó, 1928
- Platanthera bifolia f. densispicata Verm., 1949
- Platanthera bifolia ssp. graciliflora Bisse, 1963
- Platanthera bifolia f. grandiflora Hartm. ex Soó, 1928
- Platanthera bifolia f.humilior Zapal., 1906
- Platanthera bifolia f. latiflora (Drejer) Asch. & Graebn., 1907
- Platanthera bifolia ssp. latiflora (Drejer) Løjtnant, 1978
- Platanthera bifolia var. latiflora (Drejer) E.G.Camus, 1892
- Platanthera bifolia var. laxa Peterm., 1846
- Platanthera bifolia lusus quadrifolia (Peterm.) Soó, 1928
- Platanthera bifolia lusus trifolia (Gaudin) Soó, 1928
- Platanthera bifolia f. major Zapal., 1906
- Platanthera bifolia var. microglossa Zapal., 1906
- Platanthera bifolia f. multifoliolata Verm., 1949
- Platanthera bifolia f. nudicaulis Beck, 1890
- Platanthera bifolia var. obtusifolia Schur, 1866
- Platanthera bifolia f. pervia (Peterm.) Soó, 1928
- Platanthera bifolia var. pervia (Peterm.) Asch. & Graebn., 1907
- Platanthera bifolia var. quadrifolia Peterm., 1846
- Platanthera bifolia f. rotundata Verm., 1949
- Platanthera bifolia var. simonkaiana Soó, 1927
- Platanthera bifolia var. spathulata Vuyck ex Verm., 1949
- Platanthera bifolia var. tenuiflora (G.Mey.) Thell., 1914
- Platanthera bifolia f. trifoliata (Thielens) Paucă & Nyár., 1972
- Platanthera brachyglossa (Wallr.) Rchb., 1831
- Platanthera carducciana Goiran, 1883
- Platanthera chlorantha f. lancifolia (Rohlena) Soó, 1928
- Platanthera chlorantha var. wankelii (Rchb.) Nyman, 1882
- Platanthera lancifolia (Rohlena) A.W.Hill, 1926
- Platanthera major (Besser) Linding., 1928
- Platanthera montana var. lancifolia Rohlena, 1904 publ. 1905
- Platanthera pervia Peterm., 1846
- Platanthera satyrioides Rchb.f., 1851
- Platanthera schuriana Fuss, 1868
- Platanthera solstitialis Boenn. ex Drejer, 1842
- Platanthera solstitialis var. brachyglossa (Wallr.) Nyman, 1882
- Platanthera solstitialis var. densiflora Drejer, 1842
- Platanthera solstitialis var. latiflora Drejer, 1842
- Platanthera solstitialis var. patula Drejer, 1842
- Platanthera solstitialis var. pervia (Peterm.) Rchb.f., 1851
- Platanthera solstitialis var. trifoliata Thielens, 1894
- Platanthera virescens K.Koch, 1849
- Platanthera viricimaculata Kraenzl., 1899
- Platanthera wankelii Rchb., 1842
- Platanthera subalpina Brügger, 1994-1885 publ. 1886
- Sieberia bifolia (L.) Spreng., 1817
- Satyrium bifolium (L. Wahlenb., 1826

## Underarter
- Ängsnattviol ssp. bifolia (L.) Rich.. Dess sporre är 2 cm lång.
- Skogsnattviol ssp. latiflora (Drejer) Løjtnant. Dess sporre är 3 cm lång.

Grönvit nattviol är en närstående art.

## Habitat
Nattviol finns i nästan hela Europa, och i Marocko samt glest fördelad i asiatiska delar av Ryssland och i Kazakstan. Introducerade exemplar hittas i Nordamerika. Arten växer i låglandet och i bergstrakter upp till 2500 meter över havet.
På senare år har den ökat i Götaland, men fridlysningen består.
I södra Norge når nattviol upp till 1 200 m ö h.

### Utbredningskartor
- Norden
- Norra halvklotet 
  - Gränslinjer finns inlagda för Platanthera metabifolia, Platanthera freyii och Plathantera extremiorientalis.

## Biotop
Nattviol växer framförallt på inägor med något fuktig mark; mer sällan på torrare skogsmark. Den står ofta i direkt solljus. Växten blommar mellan maj och juli.

## Etymologi
- Släktnamnet Platanthera kommer av grekiska πλατύς (platos) = bred plus ανθέρα (anthera) = ståndare
- Artepitetet bifolia är latin av bi = 2 och folium = blad, och betyder alltså tvåbladig och syftar på att varje planta har 2 näringsblad, men inte fler.

## Bygdemål
| Namn     | Trakt | Referens |
| -------- | ----- | -------- |
|          |       |          |
| Nattyxne |       | [ 2 ]    |
| Nosserot |       | [ 2 ]    |

## Bilder

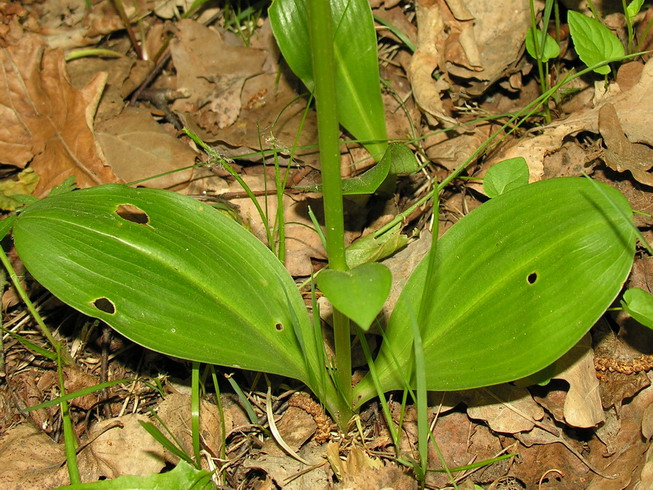
Blad.
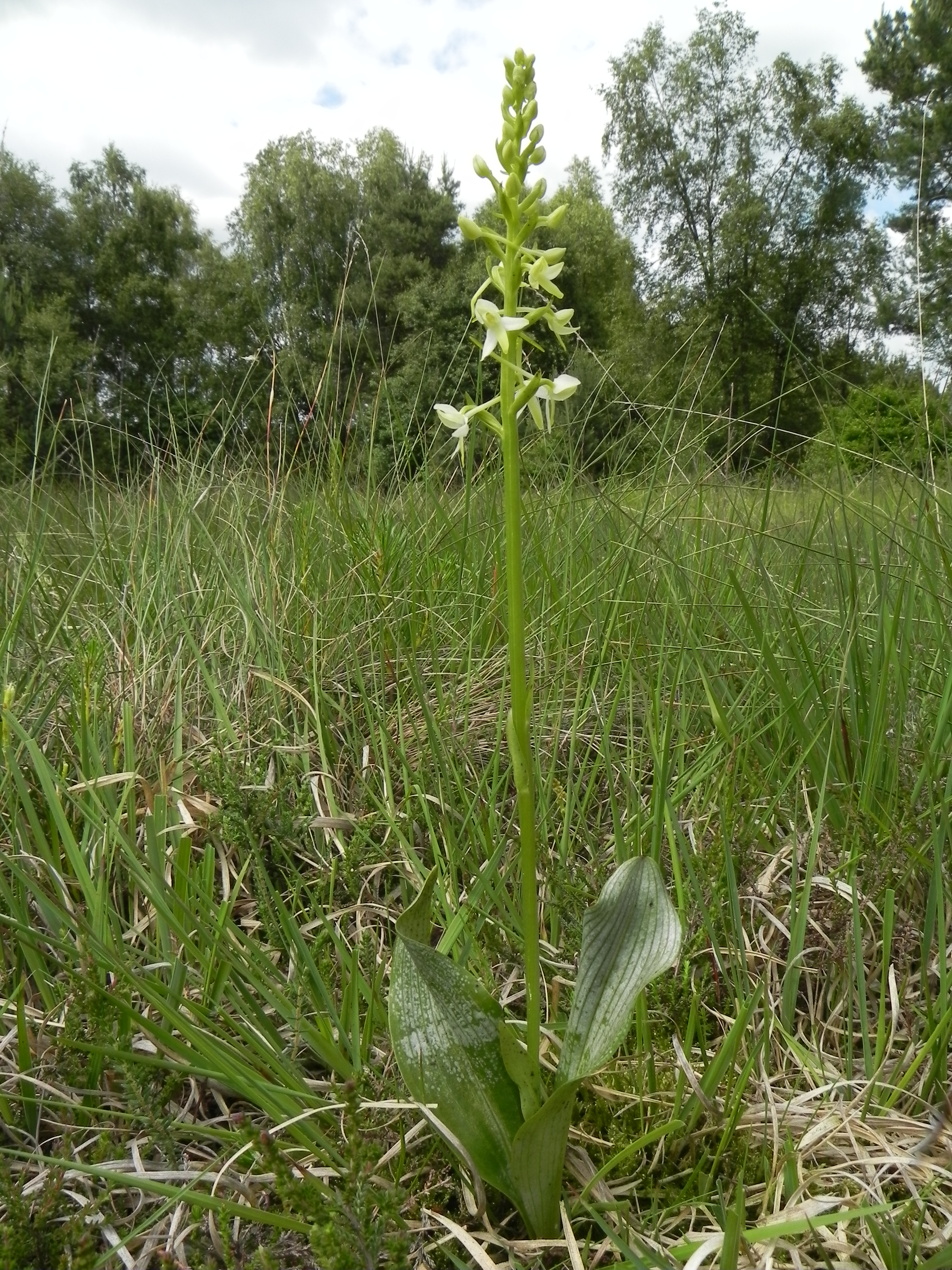
Habitat.
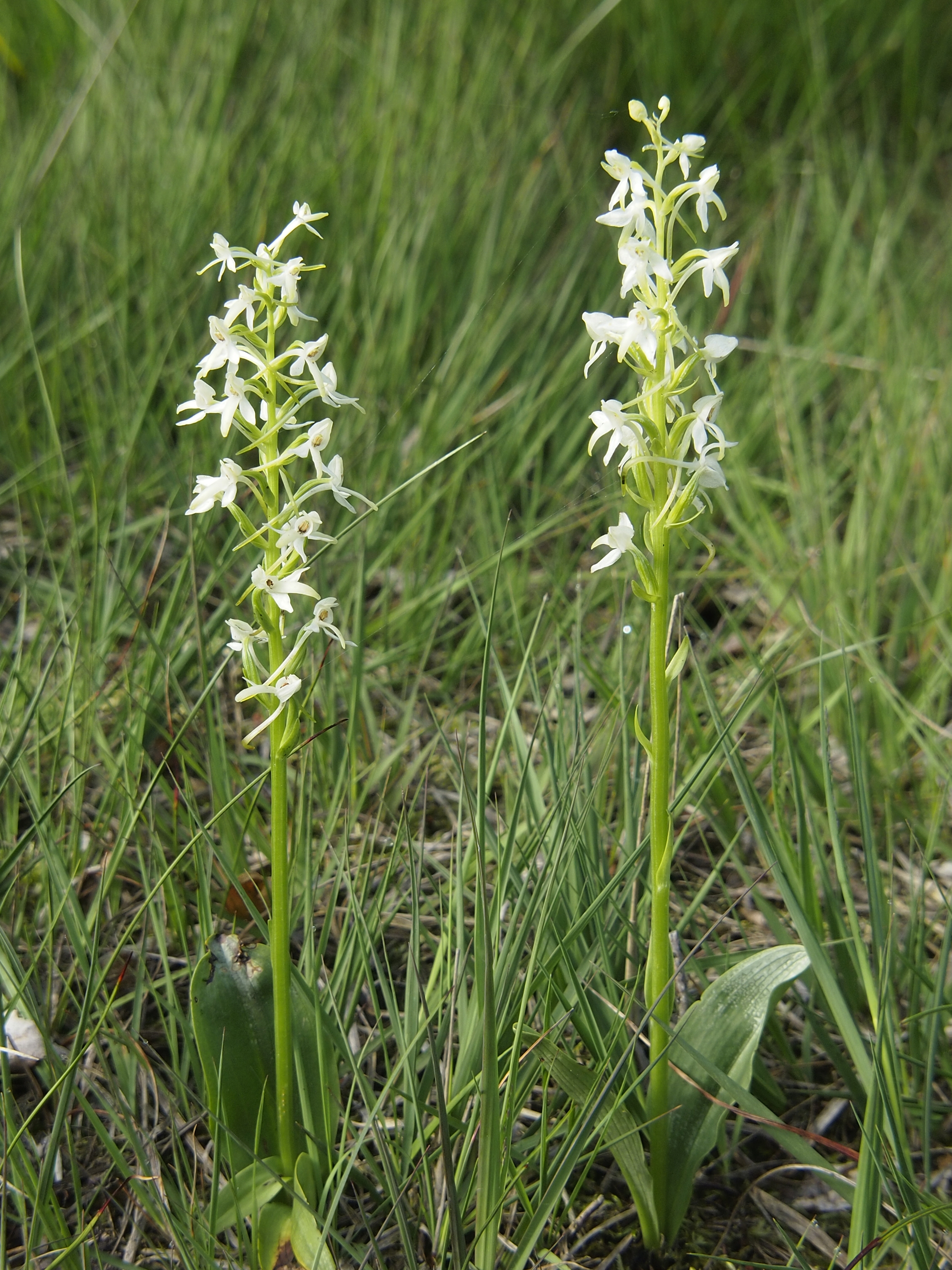
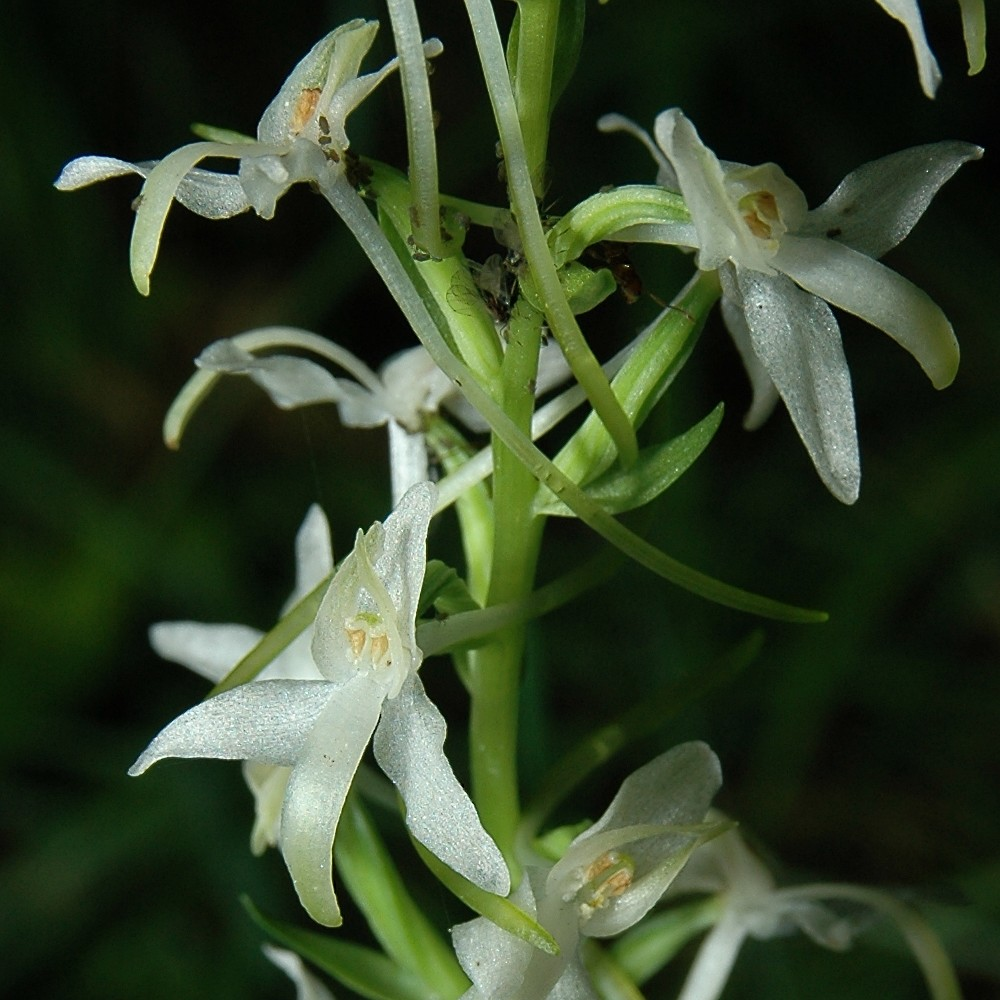
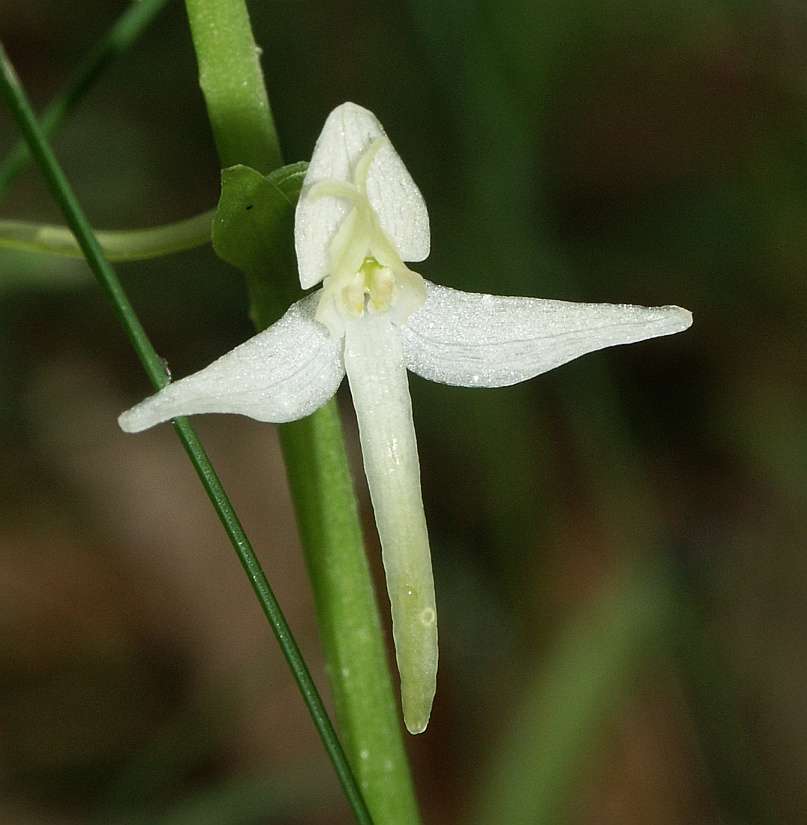
Närbild på blomma.
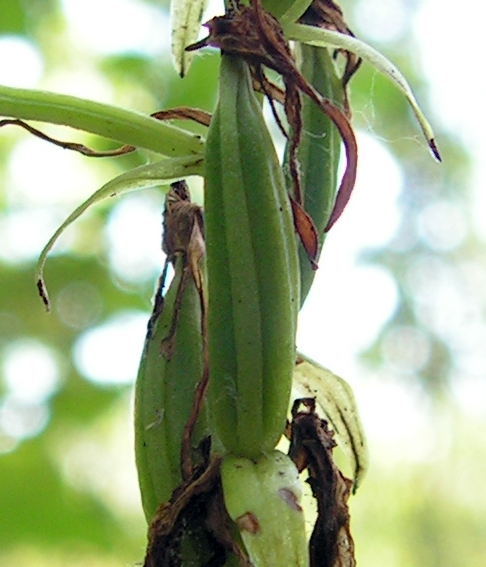
Frukter.
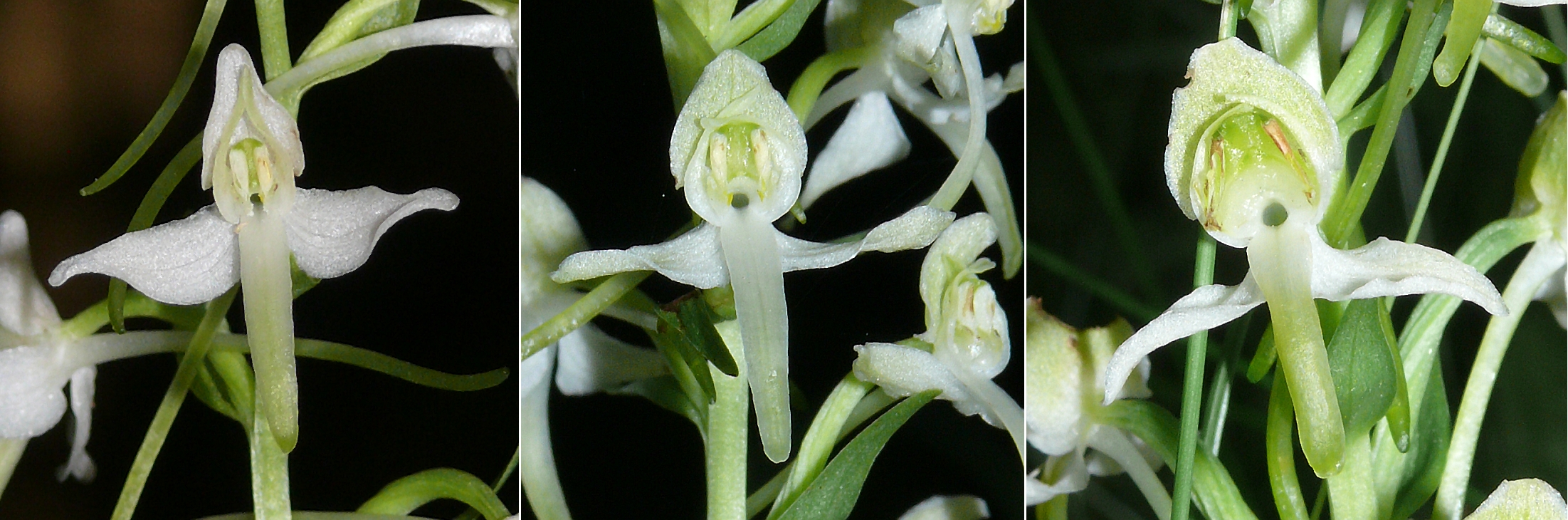
Från vänster: Nattviol (Platanthera bifolia), Platanthera × hybrida, Grönvit nattviol (Platanthera chlorantha).